# Robert-Héristel Gestin
Robert-Héristel Gestin (île Maurice, 1er juillet 1825 - Paris, 27 avril 1908) était un médecin en chef de la Marine.

## Biographie
Le 2 décembre 1843, il est nommé au grade de chirurgien de 3e classe dans le corps des officiers de santé de la marine. En 1848, il est au Gabon. Il obtient le baccalauréat ès sciences à Caen en 1853. Il bénéficie de 16 inscriptions allouées gratuites en 1857 pour services militaires dans la Marine comme chirurgien de 1re classe. Il est reçu au doctorat la même année.
Pendant le conflit franco-prussien, il est médecin en chef de la 4e division du 21e corps du Camp de Conlie entre novembre 1870 et janvier 1871. Le 10 janvier 1871, il est gravement blessé lors d'un combat près d'Ardenay, à la suite de l'ordre de Jaurès de se porter d'Yvré à Thorigné.
Au cours de sa vie, il est inspecteur général du Service de santé de la Marine, Directeur du Service de la Santé de la Marine, et Président du Conseil supérieur de santé de la Marine. Il est aussi Conseiller général du Finistère.
Robert-Héristel avait 2 frères :
- Robert Tyndal (parfois orthographié Tindal[4]) Cyrille (1832-1888), qui fut aussi médecin dans la Marine et maire de Saint-Pierre-Quilbignon (aujourd'hui quartier de Brest)[5]
- Robert Louis Maximillien (1827-1909), vice-amiral, commandeur de la légion d'honneur[5].

Il existe une rue du docteur Gestin à Brest. Il est probable qu'elle ait été baptisée en l'honneur de Robert Tyndal Cyrille plutôt que de Robert-Héristel.

## Distinctions
Commandeur dans l'ordre de la Légion d'Honneur.

## Anecdotes
Il est l'auteur d'une longue lettre datée du 31 décembre 1889, dans laquelle il justifie la réforme des écoles de santé de la Marine et y raconte la lutte entre le ministère de la Marine et celui de l'Instruction Publique : «Je crois pouvoir affirmer que la responsabilité du projet de loi qui dépossède les ports de leurs écoles, appartient tout entière au ministre de la Marine. Jamais l'Université n'a exigé, ni même demandé que l'instruction technique des jeunes gens destinés à recruter le corps médical de la marine, leur fut donnée dans une faculté. Les écoles de Brest, de Rochefort et de Toulon, assimilées aux écoles de plein exercice, ont toujours pu envoyer directement leurs élèves devant les facultés pour y passer les examens du doctorat [...] Bientôt la Faculté de Paris put juger l’œuvre de M. Aube. La plupart des candidats de la Marine au doctorat étaient d'une ignorance sans précédent. Le doyen me disait textuellement : "on ferait un volume avec les âneries que débitent aux examens les étudiants de vos écoles de marine" [...] Le ministre de la Marine savait tout cela. Il ne disait rien parce qu'il y avait en préparation un projet de loi destiné à réorganiser le corps de santé de la marine et ses écoles [...]»

## Publications
- De l'influence des climats chauds sur l'Européen, 1857.
- Épidémie de typhus de Rouisan et typhus endémique du Finistère, 1875. (Mémoire couronné par l'Académie de médecine)
- Instruction sur le typhus contagieux du Finistère, 1891. (Publiée à Quimper par ordre de M. le Préfet du Finistère)
- Le Traité d'amitié et de commerce avec la Chine en 1844 et l'expédition de Basilan, in La Nouvelle Revue, 1906.
- Souvenirs de l'Armée de Bretagne (1870-1871), Éditions Le Borgne, 1908.